# Antonio Infuso

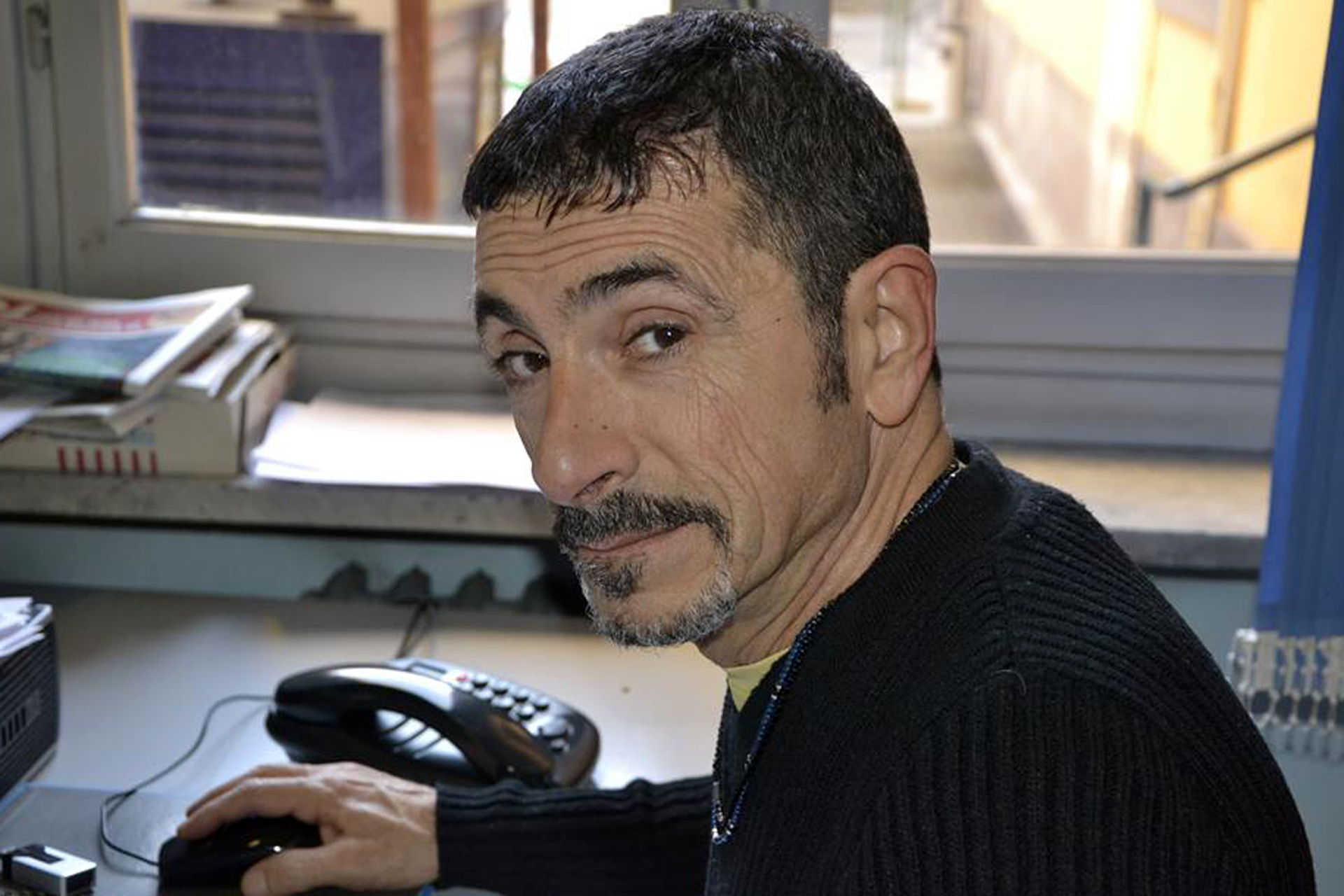
Antonio Infuso

Antonio Infuso (Torino, 20 settembre 1957) è un giornalista e scrittore italiano.

## Biografia
Nato e residente a Torino, è laureato in Scienze della Formazione/Dams, indirizzo Cinema.

## Carriera giornalistica
A diciassette anni vince un concorso della rivista musicale Ciao 2001 e vede la sua recensione dell'album “In the Court of the Crimson King”, dei King Crimson, premiata e pubblicata il 9 marzo 1975.
Tra il 1977 e il 1981, conduce trasmissioni per diverse radio private (a quel tempo, si chiamavano radio libere): Radiotele2000 (Torino), Radio International City Sound (Monza), Radio Torino Express e Radio Time (Torino).
Dal 1980, e fino all'inizio degli anni Novanta, collabora con numerose testate (mensili, settimanali e quotidiani): Il Nostro Verde, Il Pellice, Il Corriere Alpino, La Gazzetta del Piemonte, Il Corriere dell'Arte, Il Corriere di Moncalieri, L'Eco del Chisone, occupandosi di cinema, musica e televisione. 
Nel 1996 diventa responsabile dell'Ufficio Stampa e Comunicazione della Città di Nichelino  e fonda la rivista Nichelino città, divenendone il direttore responsabile. Occupa i due ruoli fino a marzo 2020.

## Carriera di scrittore
Nel 2015, esordisce con il romanzo Il commissario Vega – Indagine di sola andata (Gds), ripubblicato, nel 2020, in una nuova edizione e con alcune variazioni, da Intrecci Edizioni. Un giallo  - poliziesco   a tinte noir, con tratti polar, che vede protagonista un commissario decisamente fuori dagli schemi  e la sua città: Torino.
Nel 2018, esce Suicidi al sorgere del sole - La seconda indagine del commissario Vega, per Intrecci Edizioni, con qualche incursione nel realismo magico  e sempre ambientato nel capoluogo piemontese. 
Nel 2021, pubblica La notte della anime innocenti, terza avventura dello spregiudicato investigatore torinese, dove le atmosfere si fanno più noir, disilluse e crepuscolari, sfiorando i toni della tragedia. 
Nel 2022, abbandonate momentaneamente le atmosfere noir, manda alle stampe, sempre per Intrecci Edizioni, Una storia di quartiere, un romanzo di formazione per tutte le età che vede il dodicenne Amedeo, abile con il pallone, diventare amico di un boss malavitoso. Una vicenda ambientata nel 1969, nel centro di Torino, che è anche un appassionata lettera d’amore dedicata a un’epoca e a una città.
Ha anche pubblicato alcuni racconti per diverse antologie di autori vari.

## Romanzi
- Il commissario Vega - Indagine di sola andata - Vaprio D'Adda (MI), Gds, 2015 - ISBN 978-88-6782-401-4 ; Roma, Intrecci Edizioni, 2020 - ISBN 978-88-313-9812-1
- Suicidi al sorgere del sole - La seconda indagine del commissario Vega - Roma, Intrecci Edizioni, 2018 - ISBN 978-88-99550-48-6
- La notte delle anime innocenti – Le inchieste del commissario Vega - 3, Roma, Intrecci Edizioni, 2021 - ISBN 978-88-31398-35-0
- Una storia di quartiere – Roma, Intrecci Edizioni, 2022 - ISBN 978-8831-39867-1

## Antologie
- Quell'estate con lo Scià, in Intrecci d'autore, AA.VV., Roma, Intrecci Edizioni, 2017 - ISBN 978-88-99550-49-3
- La casa degli spettri, in Nero Natale, AA.VV., Roma, Intrecci Edizioni, 2020 - ISBN 978-88-313-9806-0
- Un lungo addio, in Racconti dall'appartamento - Ventidue piccole storie dalla quarantena, AA.VV., Roma, Intrecci Edizioni, 2020 - ISBN 978-88-313-9813-8
- Memoria in Alfabeto dei ricordi, AA. VV., Roma, Intrecci Edizioni, 2021 - ISBN 978-88-31398-57-2